# Marcusenius meronai
Marcusenius meronai är en fiskart som beskrevs av Bigorne och Paugy, 1990. Marcusenius meronai ingår i släktet Marcusenius och familjen Mormyridae. IUCN kategoriserar arten globalt som starkt hotad. Inga underarter finns listade i Catalogue of Life.